# 188 (numero)
Centoottantotto (188) è il numero naturale dopo il 187 e prima del 189.

## Proprietà matematiche
- È un numero pari.
- È un numero composto dai 6 seguenti divisori: 1, 2, 4, 47, 94, 188. Poiché la somma dei suoi divisori (escluso il numero stesso) è 148 < 188, è un numero difettivo.
- È un numero intoccabile, non essendo la somma dei divisori propri di nessun altro numero.
- È un numero nontotiente.
- È parte delle terne pitagoriche (141, 188, 235), (188, 2205, 2213), (188, 4416, 4420), (188, 8835, 8837).
- È un numero palindromo nel sistema di numerazione posizionale a base 11 (161).
- È un numero felice.
- È un numero odioso.
- È un numero congruente.

## Astronomia
- 188P/LINEAR-Mueller è una cometa periodica del sistema solare.
- 188 Menippe è un asteroide della fascia principale del sistema solare.
- NGC 188 è un ammasso aperto della costellazione di Cefeo.

## Astronautica
- Cosmos 188 è un satellite artificiale russo.